# RTON Gubałówka

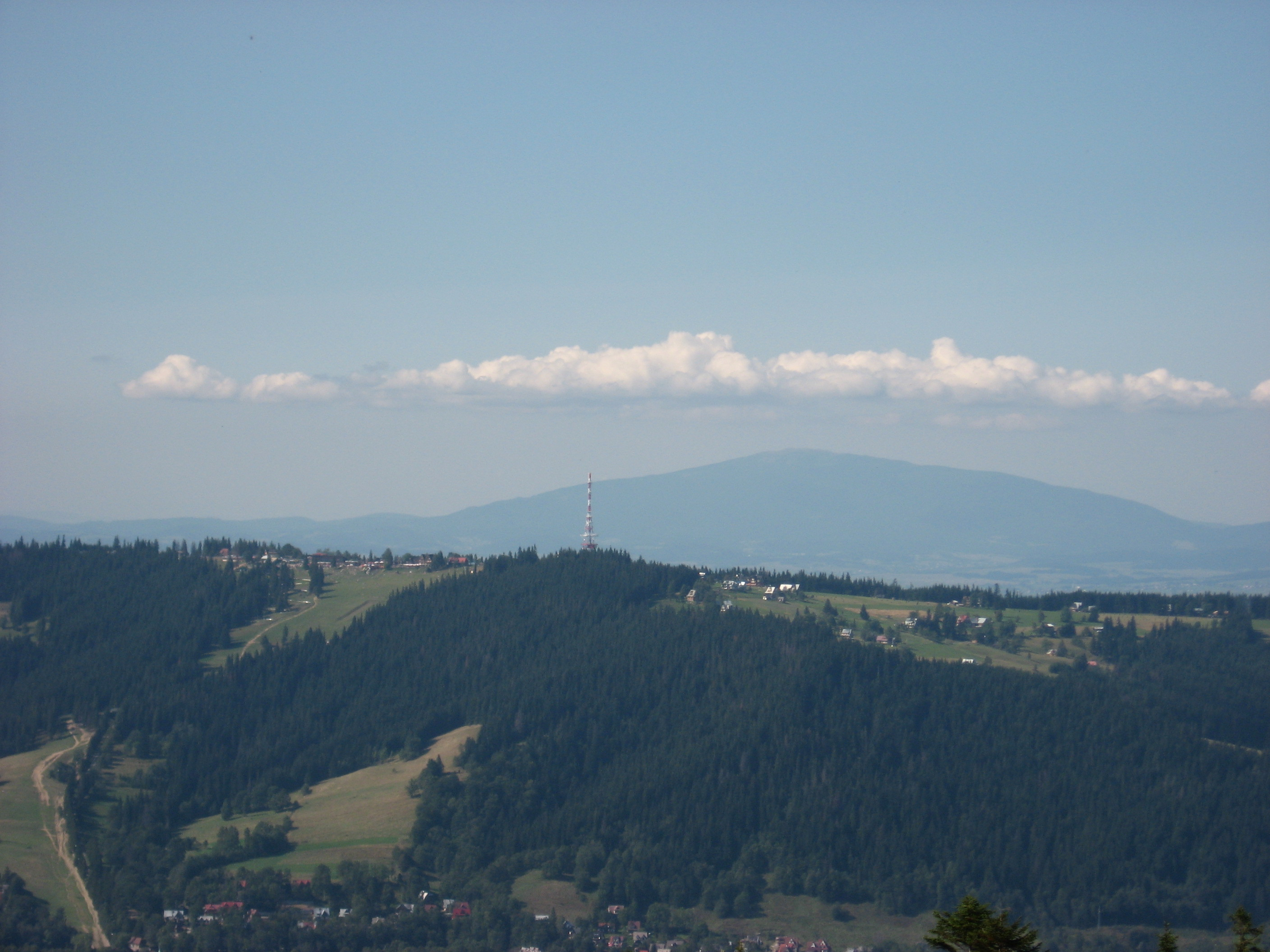
Wieża RTV na Gubałówce widziana z Nosala

RTON Gubałówka (Radiowo-Telewizyjny Ośrodek Nadawczy Gubałówka) – budynek i maszt radiowo-telewizyjny znajdujący się na Gubałówce.
Próbna emisja z Gubałówki, po blisko półrocznym okresie budowy stacji przekaźnikowej, rozpoczęła się 10 grudnia 1958 roku. Oficjalne uruchomienie nastąpiło dwa tygodnie później – dokładnie w Wigilię Bożego Narodzenia. Trzy lata później wybudowany został nowy maszt i budynek stacyjny, a w roku 1962 rozpoczęto retransmisję krakowskiego programu lokalnego. Obecny maszt wybudowany został w roku 1999.
Zasięg nadajnika od południa ograniczony przez Tatry, od północy przez Gorce. Sygnał obejmuje miasta Zakopane, Nowy Targ, okolice Rabki, ponadto całe Podhale, Spisz i Orawę.

## Parametry
- Wysokość posadowienia podpory anteny: 1120 m n.p.m.[1]
- Wysokość zawieszenia systemów antenowych: radio UKF: 39, 40, 64, 80, 92, radio DAB+: 91, TV: 67, 90, 97 m n.p.t.[1]

## Transmitowane programy[1]

### Programy telewizyjne - cyfrowe
| Nazwa multipleksu | Częstotliwość | Kanał | Moc nadajnika | Polaryzacja | Kompresja |
| ----------------- | ------------- | ----- | ------------- | ----------- | --------- |
| MUX 1             | 650 MHz       | 43    | 19,95 kW      | pozioma     | HEVC      |
| MUX 2             | 594 MHz       | 36    | 19,95 kW      | pozioma     | HEVC      |
| MUX 3             | 578 MHz       | 34    | 20 kW         | pozioma     | MPEG-4    |
| MUX 8             | 191,5 MHz     | 7     | 0,5 kW        | pionowa     | MPEG-4    |
| Test DVB-T2 TVP   | 530 MHz       | 28    | 10 kW         | pozioma     | HEVC      |

### Programy radiowe - analogowe
| Lp. | Program                   | Właściciel                                           | Częstotliwość | Moc nadajnika | Polaryzacja |
| --- | ------------------------- | ---------------------------------------------------- | ------------- | ------------- | ----------- |
| 1   | Polskie Radio Program II  | Polskie Radio S.A.                                   | 90,9 MHz      | 0,3 kW        | pionowa     |
| 2   | Polskie Radio Program I   | Polskie Radio S.A.                                   | 92,8 MHz      | 10 kW         | pozioma     |
| 3   | Polskie Radio Program III | Polskie Radio S.A.                                   | 98,2 MHz      | 10 kW         | pozioma     |
| 4   | Polskie Radio Kraków      | Regionalna Rozgłośnia w Krakowie „Radio Kraków” S.A. | 100,0 MHz     | 10 kW         | pozioma     |
| 5   | RMF FM                    | Radio Muzyka Fakty Sp. z o.o.                        | 101,8 MHz     | 10 kW         | pozioma     |
| 6   | Radio Zet                 | Radio ZET Sp. z o.o.                                 | 106,3 MHz     | 10 kW         | pozioma     |
| 7   | Radio Eska Małopolska     | Radio ESKA S.A.                                      | 106,8 MHz     | 0,1 kW        | pionowa     |
| 8   | Radio Plus Podhale        | Archidiecezja Krakowska                              | 107,9 MHz     | 0,1 kW        | pionowa     |
| 9   | Polskie Radio 24          | Polskie Radio S.A.                                   | 103,8 MHz     | 0,5 kW        | pionowa     |
| 10  | Radio Alex                | "ALEX MEDIA" Sp. z o.o.                              | 105,2 MHz     | 4,5 kW        | pionowa     |

### Programy radiowe - cyfrowe
| Skład multipleksu | Częstotliwość | Kanał | Moc nadajnika | Polaryzacja | Kierunkowość anten | Kompresja |
| --- | ------------- | ----- | ------------- | ----------- | ------------------ | --------- |
| DAB+ (Polskie Radio Kraków) - Polskie Radio Program I - Polskie Radio Program II - Polskie Radio Program III - Polskie Radio Czwórka - Polskie Radio 24 - Radio Kraków - OFF Radio Kraków - Polskie Radio Chopin - Polskie Radio Dzieciom - Polskie Radio Kierowców - Polskie Radio dla Ukrainy - Radio Poland | 218,64 MHz    | 11B   | 2,9 kW        | pionowa     | kierunkowa         | b.d.      |

## Nienadawane analogowe programy telewizyjne
Programy telewizji analogowej wyłączone 22 kwietnia 2013 roku.
| LP | Program             | Właściciel                               | Częstotliwość | Kanał | Moc nadajnika |
| -- | ------------------- | ---------------------------------------- | ------------- | ----- | ------------- |
| 1  | TVP Info/TVP Kraków | Telewizja Polska S.A. Oddział w Krakowie | 223,25 MHz    | 12    | 0,15 kW       |
| 2  | TVN                 | TVN S.A.                                 | 527,25 MHz    | 28    | 1,6 kW        |
| 3  | TVP2                | Telewizja Polska S.A.                    | 575,25 MHz    | 34    | 10 kW         |
| 4  | TVP1                | Telewizja Polska S.A.                    | 687,25 MHz    | 48    | 10 kW         |
| 5  | Polsat              | Telewizja Polsat Sp. z o.o.              | 711,25 MHz    | 51    | 10 kW         |